# تشارلز بيرنت ويلسون
تشارلز بيرنت ويلسون (بالإنجليزية: Charles Burnett Wilson)‏ هو مهندس أمريكي، ولد في 4 يوليو 1850، وتوفي في 12 سبتمبر 1926.